# 斯維爾德洛夫斯克州地方歷史博物館
斯維爾德洛夫斯克州地方歷史博物館（俄语：Свердловский областной краеведческий музей；SOCM）是俄羅斯葉卡捷琳堡的一座博物館，其歷史可追溯至1870年，為當地年代最久的博物館之一。除了本館外，博物館還設有十個分館。

## 沿革

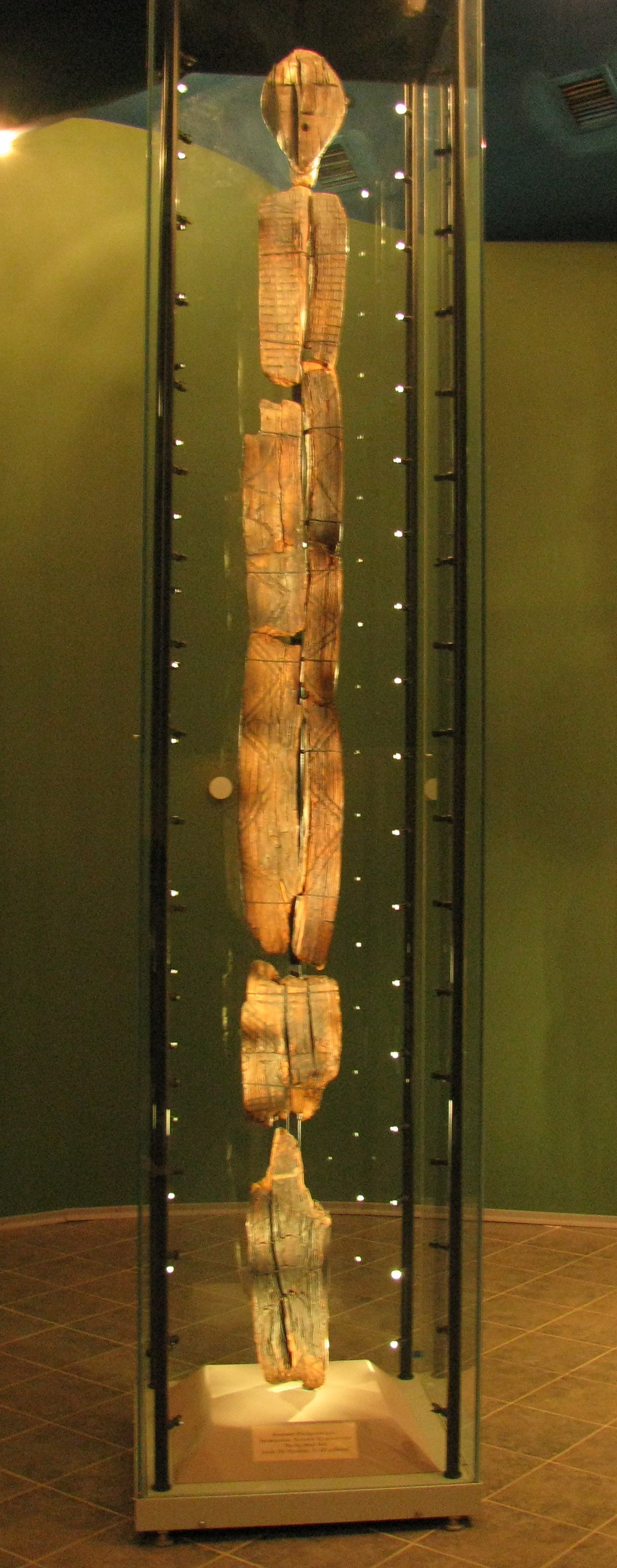
吉爾神像

1870年，烏拉爾自然科學愛好者學會在葉卡捷琳堡成立，以推廣烏拉山脈與周圍地區博物學的研究為宗旨，隨著學會會員增多也漸擴展至氣象學等領域。學會與其會員擁有許多文件、藝術品與文物等藏品。1887年學會舉辦了西伯利亞-烏拉爾科學與技術展覽，成功徵得許多捐款。
1889年學會租用一處政府大樓，開設永久展廳，不過展廳與展品都在1895年的一場大火付之一炬，葉卡捷琳堡市政府計劃撥款協助學會成立新博物館，但最終計畫被擱置而未能執行，博物館只得遷至一棟剛重新整修的老舊大樓中。隨著葉卡捷琳堡的人口增長，博物館的訪客也逐漸增多，有紀錄顯示1920年有約2萬人參訪；博物館的展品也日漸增多，1912年已有超過3萬件展品。博物館設立之初即由烏拉爾自然科學愛好者學會運營，但蘇聯成立後，學會被認為是葉卡捷琳堡反革命活動的中心，於1929年遭勒令解散，1925年起博物館即脫離學會，開始獨立運營。

## 展品
斯維爾德洛夫斯克州地方歷史博物館藏有大量文物與烏拉爾地區的考古物件，已知最早的木雕吉爾神像即藏於博物館中，此木雕出土於葉卡捷琳堡附近的烏拉山區，據估計有11500年的歷史。